# Маліцький Борис Антонович
Бори́с Анто́нович Маліцький (2 лютого 1942, Рені) — доктор економічних наук, професор, Заслужений діяч науки та техніки України, директор Центру досліджень науково-технічного потенціалу та історії науки ім. Г. М. Доброва НАН України.

## Життєпис
Народився 2 лютого 1942 в м. Рені Одеської області в сім'ї робітників. У 16 років почав працювати — учнем, помічником машиніста, машиністом, техніком міської електростанції (1958—1963 рр.). У 1963—1965 рр. секретар Ренійського зонального промислово-виробничого комітету ЛКСМУ, інженер Ренійського торговельного морського порту. Одночасно навчався без відриву від виробництва в Одеському політехнічному інституті. У 1965 р. перейшов на очне навчання в цьому інституті та в 1968 р. отримав спеціальність «Технологія машинобудування, металорізальні верстати та інструменти». У 1967—1971 рр. він заступник секретаря, секретар комітету комсомолу, асистент кафедри технології машинобудування Одеського політехнічного інституту, у 1971—1978 рр. — інструктор, заступник завідувача відділу ЦК ЛКСМУ. Вся його комсомольська робота була пов'язана з розвитком науково-технічної діяльності студентства та підвищенням творчої активності молоді.
Завдяки його організаторському таланту на початку 1970-х років було створено Республіканську раду молодих вчених, яка активно сприяла залученню наукової молоді України до розв'язання актуальних проблем науки та науково-технічного прогресу.
З травня 1978 р. працює в Академії наук України. У 1978 — 1990 займає різні посади (керівник науково-дослідної групи, старший науковий співробітник, завідувач науково-дослідного сектора, в.о. завідувача наукового відділу) у складі одного й того ж колективу вчених, змінюється лише підпорядкованість останнього науковим установам (Інститут кібернетики АН України, Рада з вивчення продуктивних сил України АН України, Інститут надтвердих матеріалів ім. В. В. Бакуля АН України).
У 1980 р. Б. А. Маліцький захистив в Інституті кібернетики АН України дисертацію на ступінь кандидата економічних наук, а 1990 р. в Центрі досліджень науково-технічного потенціалу та історії науки — дисертацію на ступінь доктора економічних наук.
З 1990 року очолює Центр досліджень науково-технічного потенціалу та історії науки ім. Г. М. Доброва НАН України, який з 1986 р. до середини 1991 р. входив до структури Інституту надтвердих матеріалів ім. В. В. Бакуля АН України, а з 1 липня 1991 р. функціонує як самостійний науковий інститут НАН України.
На початку наукової діяльності основну увагу зосереджував на дослідженні проблем наукової молоді, раціонального формування наукових колективів, ефективності організації їх діяльності. Зробив внесок у розвиток теорії організації діяльності вченого на основі нового підходу до розгляду цієї діяльності як процесу, що закономірно змінюється протягом творчого життя вченого. Обґрунтував принцип фазової динаміки наукової діяльності вченого, який покладено в основу розробки чисельних методичних рекомендацій стосовно підвищення рівня продуктивності праці вченого, оптимізації структури наукових кадрів, визначення потреб у резерві для підготовки науковців, підвищення управлінської кваліфікації керівних кадрів науки тощо.
Надалі наукові інтереси розширилися від вивчення проблем окремого вченого і наукових колективів до проблем науково-технічного потенціалу в цілому. Шляхом комплексного використання сучасних методів досліджень: системного підходу, соціологічного і статистичного аналізу, імітаційного моделювання, міжкраїнових порівнянь тощо, — виявив і обґрунтував циклічний характер розвитку науково-технічного потенціалу, уточнив його соціально-економічний зміст, структуру та функції, показав функціональні особливості науки як системи створення знань, духовного виробництва та відтворювальної сили. Виявив і обґрунтував суттєві ознаки якісно нового науково-технічного потенціалу, здатного до довготривалої провідної ролі у відтворювальному процесі, з метою підвищення інноваційного рівня і конкурентоспроможності виробництва. Сформулював основні положення стратегії формування якісно нового науково-технічного потенціалу за рахунок цілеспрямованого регулювання циклу його розвитку.
У першій половині 90-х років наукові інтереси Б. А. Маліцького були пов'язані з дослідженнями корінних змін наукових систем країн з перехідною економікою, зокрема, України. Завдяки участі у міжнародних проєктах із дослідження трансформації наукових систем країн Центральної та Східної Європи отримав оригінальні дані про процеси перетворень у науці в умовах переходу до ринкових відносин, лібералізації та демократизації суспільного життя. Ці результати сприяють визначенню стратегічних напрямків і орієнтирів державної науково-технологічної політики. Обґрунтував концепцію організаційно-функціональної трансформації науково-технічного потенціалу України, основні параметри його розвитку на короткострокову перспективу. Розробив ключові положення низки законопроєктів про розвиток науки та науково-технічної діяльності.
Значну увагу Б. А. Маліцький приділяє проблемам інноваційного розвитку економіки, обґрунтуванню змісту й основним параметрам інноваційної моделі економічного розвитку, розробці організаційних, фінансових, кадрових та інших заходів державного впливу на підвищення інноваційної активності підприємств. Здійснював наукове керівництво низки проєктів з розробки Державного індикативного плану науково-технічного та інноваційного розвитку України (1998 р.), Концепції науково-технологічного та інноваційного розвитку України (затверджена Верховною Радою України в 1999 р.), є одним з авторів проєкту нової Концепції інноваційного розвитку економіки України.
Низка праць Б. А. Маліцького присвячена питанням міжнародного науково-технологічного співробітництва, методологічним і практичним аспектам формування європейського науково-технологічного простору, визначенню особливостей адаптації різних країн до наукових і технологічних змін, наслідкам глобалізації для збереження і використання науково-технічного потенціалу.
Роботи Б. А. Маліцького, присвячені дослідженню актуальних питань економіки та управління науково-технічним прогресом, суттєво вплинули на розвиток наукознавства як в Україні, так і за її межами. Ним виявлено та обґрунтовано циклічний характер розвитку науково-технічного потенціалу, показано існування відповідної закономірності у зміні ролі науково-технічного потенціалу у відтворювальному процесі; розроблено принцип фазової динаміки розвитку наукової діяльності дослідників, дипольний метод оцінки результативності їх праці. Ним розроблено також сучасну типологію державної науково-технологічної політики, обґрунтовано основні параметри науково-технічного потенціалу відповідно до типів науково-технологічної політики.
Під керівництвом Б. А. Маліцького за його безпосередньої участі розроблено методологію та методи трансформації науково-технологічної системи нової України. Наукові пропозиції Центру, який він очолює, було використано при підготовці низки законів та інших нормативних документів, що стосуються регулювання суспільних відносин в науково-технологічній сфері, зокрема, першого в країнах СНД Закону України «Про основи державної політики у сфері науки й науково-технічної діяльності» (1991 р.), а також Закону України «Про науку та науково-технічну діяльність», прийнятого Верховною Радою України в 1998 р., Концепції науково-технологічного та інноваційного розвитку України, схваленої Верховною Радою України в 1999 р. та ін.
Наукові результати Б. А. Маліцького та його колег знайшли впровадження в інших країнах СНД. За видатні наукові результати, одержані при виконанні спільних наукових досліджень, за участь у широкомасштабному дослідницькому проєкті «Трансформація науки та наукової політики в країнах з перехідною економікою» (1991—1997 рр.) йому присуджено в 1997 р. премію президентів Академій наук України, Білорусі та Молдови.
Протягом багатьох років він є головою спеціалізованої вченої ради з захисту докторських і кандидатських дисертацій за спеціальностями 08.00.03 — економіка та управління національним господарством і 07.00.07 ¾ історія науки й техніки. Багато років він очолював Наукову раду з науково-технічного напрямку «Науково-технічне прогнозування» (в системі державних науково-технічних програм). Є керівником та членом редакційних колегій і рад низки міжнародних наукових журналів.